# Thompson Creek (Little Missouri River)
Der Thompson Creek ist ein etwa 114 km langer, linker Nebenfluss des Little Missouri River in den US-Bundesstaaten Montana und Wyoming.

## Verlauf
Der Thompson Creek entspringt im äußersten Südosten des Powder River County in Montana, etwa 50 km südöstlich von Broadus auf einer Höhe von etwa 1320 m. Von dort fließt er zunächst in nördliche Richtung und wendet sich nach wenigen Kilometern nach Osten, wo er das Carter County erreicht und die Siedlung Ridge passiert. Östlich von Ridge schlägt er einen südöstlichen Verlauf ein und erreicht das Crook County im Bundesstaat Wyoming. Der Thompson Creek fließt in einem großen Bogen durch Wyoming, erhält mit dem North Thompson Creek von links seinen längsten Nebenfluss und fließt in nordöstliche Richtung zurück nach Montana. Für die letzten rund 40 km fließt der Fluss in östliche Richtung, unterquert den U.S. Highway 212 und mündet nach knapp 114 km im südlichen Carter County auf einer Höhe von 1030 m in den Little Missouri River. Vor allem am unteren Flussverlauf wurden am Thompson Creek und seinen Zuflüssen einige Staudämme errichtet.

## Hydrologie
Der Thompson Creek ist als Nebenfluss des Little Missouri Rivers Teil des Einzugsgebietes des Missouri, der sich über den Mississippi in den Golf von Mexiko entwässert. Das Einzugsgebiet des Thompson Creek umfasst ein Areal von etwa 570 km² und grenzt an die Einzugsgebiete von Willow Creek im Norden, Ranch Creek im Westen und North Fork Little Missouri River im Süden.

## Belege
1. 1 2 3 4 5  Thompson Creek. In: Geographic Names Information System. United States Geological Survey, United States Department of the Interior (englisch).